# Ținutul Elisavetgrad
Ținutul Elisavetgrad (în rusă Елисаветградский уезд) a fost o unitate administrativ-teritorială (uezd) din gubernia Herson a Imperiului Rus, constituită în 1803. Centrul administrativ al ținutului a fost orașul Elisavetgrad (actualmente – Kirovohrad). Populația ținutului era de 613.283 locuitori (în 1897).

## Istorie
În cadrul Imperiului Rus ținutul a fost afiliat la următoarele unități administrative:
- 1776–1784 în componența guberniei Novorossia;
- 1784–1795 — guvernoratul Ekaterinoslav
- 1795–1796 — guvernoratul Voznesensk;
- 1796–1802 — gubernia Novorossia;
- 1802–1803 — gubernia Nikolaev;
- 1803–1828 — gubernia Herson;
- 1828–1865 — gubernia Bobrineț
- 1865–1921 — gubernia Herson.

## Geografie
Ținutul Elisavetgrad ocupa o suprafață de 14.904 km² (15.901 verste). În nord se învecina cu gubernia Kiev, la est cu ținutul Aleksandria, la sud avea hotar cu ținuturile Herson și Odesa, în sud-vest se învecina cu ținutul Ananiev, iar nord-vest cu ținutul Balta din gubernia Podolia.

## Populație
La recensământul populației din 1897, populația ținutului era de 613.283 de locuitori, dintre care:
| Grup etnic           | Populație | % Procentaj |
| -------------------- | --------- | ----------- |
| Maloruși (ucraineni) | 405.546   | 66,1%       |
| Velicoruși (ruși)    | 93.381    | 15,2%       |
| Evrei                | 57.581    | 9,4%        |
| Moldoveni [români]   | 36.819    | 6,0%        |
| Belaruși             | 5.842     | 0,9%        |
| alții                | 14.204    |             |

## Diviziuni administrative
În anul 1913, Ținutul Elisavetgrad cuprindea 51 de voloste (ocoale).